# 益田広兼
益田 広兼（ますだ ひろかね）は、安土桃山時代の武将。毛利氏の家臣。石見国の国人・益田氏の当主である益田元祥の嫡子。母は毛利元就の次男・吉川元春の娘。正室は吉見広頼の娘。子は益田元堯。幼名は久太郎。通称は七兵衛。

## 生涯
天正4年（1576年）毛利氏家臣・益田元祥の長男として生まれる。天正17年（1589年）2月、母の従兄弟にあたる毛利輝元の加冠で元服し、毛利氏の祖である大江広元の「広」の字を与えられ広兼と名乗った。吉見広頼の娘・珠光院を娶り、嫡男元堯を儲けたが、文禄4年（1595年）疱瘡に罹り、同年8月11日に死去した。享年20。法名は慈雲院月渓宗林。京都の黄梅院に葬られた。
父に先立って死去したため、家督は嫡男の元堯が元和6年（1620年）に嫡孫承祖した。正室の珠光院は慶長11年（1606年）没している。